# Маляно ди Тена
Маля̀но ди Тѐна (на италиански: Magliano di Tenna, на местен диалект Majà, Мая) е село и община в Централна Италия, провинция Фермо, регион Марке. Разположено е на 293 m надморска височина. Населението на общината е 1455 души (към 2011 г.).
До 2004 г. общината е част от провинция Асколи Пичено, когато участва в новата провинция Фермо.